# Li Čching-Juen
Li Čching-Juen nebo také Li Ching-Yuen (zjednodušená čínština: 李清云; tradiční: 李清雲; pchin-jin: Lǐ Qīngyún) byl čínský bylinkář a cvičitel tradičních bojových umění. Byl známý svou údajnou dlouhověkostí. On sám tvrdil, že se narodil v roce 1736, zatímco některé dobové záznamy naznačují rok 1677, což by znamenalo, že zemřel buď ve věku 197 let, nebo 256 let. Spolehlivost těchto údajů je ale extrémně nízká. Jeho předpokládaný věk by totiž více než dvojnásobně převyšoval věrohodně ověřené rekordy dlouhověkosti, jež se pohybují okolo 120 let.

## Život
Strávil většinu svého života v horách, kde praktikoval čchi-kung. Jako bylinář prodával lesklokorku lesklou, plody Lycium barbarum (godži), ženšen pravý a další čínské bylinky. Tvrdil, že se živil pouze těmito bylinami a rýžovým vínem. V roce 1908 spolu se svým žákem vydali knihu Tajemství Li-Čchingovy nesmrtelnosti. Ve 20. letech 20. století ho různí čínští generálové a další vysocí představitelé zvali k sobě na návštěvu. V roce 1927 učil Li dokonce na Pekingské univerzitě. Zemřel dne 6. května 1933 ve městě Kai Xian v provincii S’-čchuan v Čínské republice.